# Llista d'alcaldes de Badalona

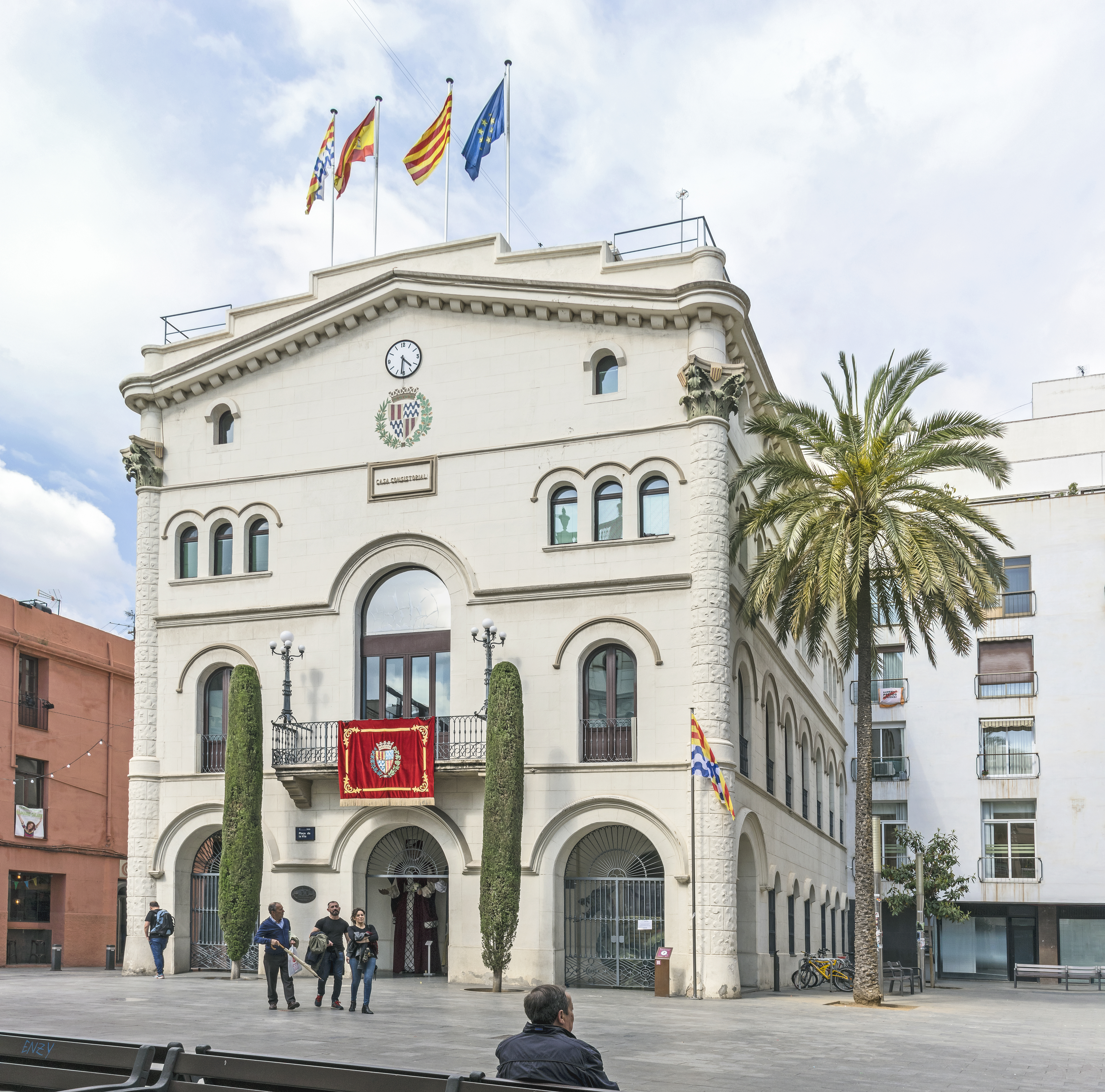
Ajuntament de Badalona

L'alcalde o alcaldessa de Badalona dirigeix el govern i l'administració municipal, representa a l'ajuntament en qualsevol acte oficial. convoca i presideix les sessions del Ple i de la Junta de Govern Local.

## Funcions
Per altra banda, ostenta les següents atribucions i competències:
- Dirigir, inspeccionar i impulsar els serveis i obres municipals.
- Dictar bans.
- Desenvolupar la gestió econòmica d'acord amb el pressupost aprovat, disposar despeses dins dels límits de la seva competència, concertar operacions de crèdit, amb les excepcions establertes per la legislació vigent.
- Aprovar l'oferta d'ocupació pública d'acord amb el Pressupost i la plantilla aprovada pel Ple, aprovar les bases per a les proves de selecció del personal i per als concursos de provisió de llocs de treballi distribuir les retribucions complementàries que no siguin fixes i periòdiques.
- Exercir el comandament superior de tot el personal, i acordar el seu nomenament i sancions, inclosa la separació del servei dels funcionaris de la Corporació i l'acomiadament del personal laboral, donant compta al Ple, en aquests casos.
- Exercir el comandament de la Policia Municipal.
- Les aprovacions dels instruments de planejament de desenvolupament del planejament general no expressament atribuïts al Ple, així com la dels instruments de gestió urbanística i dels projectes d'urbanització.
- L'exercici de les accions judicials i administratives i la defensa de l'ajuntament en les matèries de la seva competència, incloses les delegades a un altre òrgan, i, en cas d'urgència, en matèries competència del Ple, en aquest cas hi donarà compte per a la seva ratificació.
- La iniciativa per a proposar al Ple la declaració de lesivitat en matèries de la seva competència.
- Adoptar personalment i sota la seva responsabilitat, en cas de catàstrofe o d'infortunis públics o greu risc dels mateixos, les mesures necessàries i adequades donant compte immediata al Ple.
- Sancionar les faltes de desobediència a la seva autoritat o per infracció de les ordenances municipals, excepte quan estigui atribuït a un altre òrgan.
- L'aprovació dels projectes d'obres i de serveis quan sigui competent per a la seva contractació o concessió i estiguin previstos en el pressupost.
- L'atorgament de les llicències, excepte que les lleis sectorials ho atribueixin expressament al Ple o a la Junta de Govern Local.
- Ordenar la publicació, execució i fer complir els acords de l'Ajuntament.
- Les demés que expressament li atribueixin les lleis i aquelles que la legislació assigni al municipi i no atribueixi a altres òrgans municipals.
- En qualsevol cas, l'Alcaldia pot delegar l'exercici de les seves atribucions amb les excepcions previstes a l'article 21 de la Llei Reguladora de Bases de Règim Local.

## Relació històrica d'alcaldes de Badalona
| # | Alcalde | Alcalde                            | Inici mandat           | Fi mandat              | Partit polític | Partit polític                          |               |
| - | ------- | ---------------------------------- | ---------------------- | ---------------------- | -------------- | --------------------------------------- | ------------- |
|   |         | Bartomeu Canyadó                   | 1713?                  | 1713?                  |                |                                         |               |
|   |         | Pau Barriga Seriol                 | 1736                   | 1737                   |                |                                         | [ 3 ]         |
|   |         | Honorat Bofill                     | 1737                   | 1738                   |                |                                         | [ 4 ]         |
|   |         | Jeroni Navarro                     | 1808                   | ?                      |                |                                         | [ 5 ]         |
|   |         | Pau Prat                           | 1812                   | 1813                   |                |                                         | [ 5 ]         |
|   |         | Felip Rosés i Sitjà                | 1814                   | 1815                   |                |                                         | [ 6 ] [ 7 ]   |
|   |         | Josep Arquer                       | 1815                   | 1816                   |                |                                         | [ 8 ]         |
|   |         | Francesc Pujol                     | ?                      | 1821                   |                |                                         | [ 9 ]         |
|   |         | Salvador Pujol i Garriga           | 1821                   | 1822                   |                |                                         | [ 10 ]        |
|   |         | Joan Banús i Pujol                 | 1828                   | 1829                   |                |                                         | [ 11 ]        |
|   |         | Onofre Bachs i Cuixart             | 1830                   | 1831                   |                |                                         | [ 12 ]        |
|   |         | Josep Riera i Bassa                | 1831                   | 1832                   |                |                                         | [ 11 ]        |
|   |         | Bartomeu Rovira i Mandri           | 1834                   | 1835                   |                |                                         | [ 13 ] [ 14 ] |
|   |         | Joan Banús i Pujol                 | 1835                   | 1837                   |                |                                         | [ 7 ]         |
|   |         | Francesc d'Assís Planas i Barriga  | 1837                   | 1839                   |                |                                         | [ 7 ]         |
|   |         | Pere Vehils i Torrents             | 1839                   | 1841                   |                |                                         | [ 7 ]         |
|   |         | Pere Casals i Xicota               | 1841                   | 1842                   |                |                                         | [ 7 ]         |
|   |         | Salvador Pujol i Bruguera          | 1842                   | 1843                   |                |                                         | [ 7 ]         |
|   |         | Ramon Llobet i Arquer              | 1843                   | 1843                   |                |                                         | [ 7 ]         |
|   |         | Pere Vehils i Torrents             | 1843                   | 1843                   |                |                                         | [ 7 ]         |
|   |         | Onofre Bachs i Cuixart             | 1843                   | 1844                   |                |                                         | [ 7 ]         |
|   |         | Josep Rosés i Torrents-Lladó       | 1844                   | 1846                   |                |                                         | [ 7 ]         |
|   |         | Josep Comas i Renom                | 1846                   | 1848                   |                |                                         | [ 7 ]         |
|   |         | Francesc Agell i Martí             | 1848                   | 1849                   |                |                                         | [ 7 ]         |
|   |         | Francesc d'Assís Antoja i Vilaseca | 1849                   | 1849                   |                |                                         | [ 7 ]         |
|   |         | Josep Rosés i Torrents-Lladó       | 1849                   | 1852                   |                |                                         | [ 7 ]         |
|   |         | Gerard Maristany i Campmany        | 1852                   | 1854                   |                |                                         | [ 7 ]         |
|   |         | Onofre Bachs i Cuixart             | 1854                   | 1854                   |                |                                         | [ 7 ]         |
|   |         | Josep Brunet i Torres              | 1854                   | 1855                   |                |                                         | [ 7 ]         |
|   |         | Francesc Bosch i Monpart           | 1855                   | 1855                   |                |                                         | [ 7 ]         |
|   |         | Josep Brunet i Torres              | 1855                   | 1856                   |                |                                         | [ 7 ]         |
|   |         | Pere Vehils i Torrents             | 1856                   | 1856                   |                |                                         | [ 7 ]         |
|   |         | Josep Viñas i Cuadras              | 1856                   | 1865                   |                |                                         | [ 7 ]         |
|   |         | Gerard Maristany i Campmany        | 1865                   | 1868                   |                |                                         | [ 7 ]         |
|   |         | Martí Planas i Planas              | 1868                   | 1868                   |                |                                         | [ 7 ]         |
|   |         | Sebastià Badia i Gibert            | 1868                   | 1872                   |                |                                         |               |
|   |         | Josep Solà i Seriol                | 1872                   | 1872                   |                |                                         |               |
|   |         | Sebastià Badia i Gibert            | 1872                   | 1872                   |                |                                         |               |
|   |         | Josep Solà i Seriol                | 1872                   | 1873                   |                |                                         |               |
|   |         | Martí Guardiola i Roig             | 1873                   | 1874                   |                |                                         |               |
|   |         | Sebastià Badia i Gibert            | 1874                   | 1875                   |                |                                         |               |
|   |         | Josep Marinel·lo i Rosés           | 1875                   | 1875                   |                |                                         | [ 15 ]        |
|   |         | Jaume Botey i Garriga              | 21 de març de 1875     | 5 de juliol de 1876    |                | Partit Liberal Conservador              |               |
|   |         | Ramon Planas i Planas              | 5 de juliol de 1876    | 1 de juliol de 1879    |                | Partit Liberal Conservador              |               |
|   |         | Josep Caritg i Arnó                | 1 de juliol de 1879    | 1 de juliol de 1881    | [ 16 ]         | Partit Liberal Conservador              |               |
|   |         | Francesc d'Assís Guixeras i Viñas  | 1 de juliol de 1881    | 23 de gener de 1884    |                | Partit Liberal Fusionista               |               |
|   |         | Josep Caritg i Arnó                | 23 de gener de 1884    | 22 de febrer de 1886   |                | Partit Liberal Conservador              | [ 16 ]        |
|   |         | Francesc d'Assís Guixeras i Viñas  | 22 de febrer de 1886   | 1 de juliol de 1887    |                | Partit Liberal Fusionista               |               |
|   |         | Francesc Viñas i Renom             | 1 de juliol de 1887    | 1 de gener de 1890     |                | Partit Liberal Fusionista               |               |
|   |         | Carles Parés i Marsans             | 1 de gener de 1890     | 6 de juliol de 1891    |                | Partit Liberal Fusionista               |               |
|   |         | Enric Llobateras i Prat            | 6 de juliol de 1891    | 8 de juny de 1893      |                | Partit Liberal Conservador              |               |
|   |         | Pere Renom i Riera                 | 8 de juny de 1893      | 1 de gener de 1894     |                | Partit Liberal Fusionista               |               |
|   |         | Joaquim Palay i Jaurés             | 1 de gener de 1894     | 1 de juliol de 1895    |                | Partit Liberal Conservador              |               |
|   |         | Pere Folch i Pujadas               | 1 de juliol de 1895    | 1 de juliol de 1897    |                | Partit Liberal Conservador              |               |
|   |         | Joaquim Palay i Jaurés             | 1 de juliol de 1897    | 11 de gener de 1898    |                | Partit Liberal Conservador              |               |
|   |         | Joan Torres i Viza                 | 11 de gener de 1898    | 27 de gener de 1898    |                | Partit Republicà Democràtic Federal     |               |
|   |         | Francesc Viñas i Renom             | 27 de gener de 1898    | 21 de novembre de 1898 |                | Partit Liberal Fusionista               |               |
|   |         | Pere Renom i Riera                 | 21 de novembre de 1898 | 10 de juliol de 1899   |                | Partit Liberal Fusionista               |               |
|   |         | Valentí Moragas i Sabatés          | 10 de juliol de 1899   | 25 d'octubre de 1899   |                | Alcalde en funcions                     |               |
|   |         | Ramon Amat i Comellas              | 25 d'octubre de 1899   | 1 de gener de 1902     |                | Partit Liberal Conservador              |               |
|   |         | Joaquim Costa i Alsina             | 1 de gener de 1902     | 1 de gener de 1904     |                | Partit Liberal Conservador              |               |
|   |         | Josep Suñol i Capdevila            | 1 de gener de 1904     | 7 de març de 1904      |                | Partit Liberal Conservador              |               |
|   |         | Josep Valls i Riera                | 7 de març de 1904      | 28 de juny de 1905     |                | Partit Liberal Conservador              |               |
|   |         | Josep Fonollà i Sabater            | 28 de juny de 1905     | 1 de gener de 1906     |                | Alcalde en funcions                     |               |
|   |         | Martí Pujol i Planas               | 1 de gener de 1906     | 1 de gener de 1910     |                | Lliga Regionalista                      |               |
|   |         | Leopold Botey i Vila               | 1 de gener de 1910     | 12 d'abril de 1910     |                | Solidaritat Badalonina                  |               |
|   |         | Josep Vergés de Vallmajor          | 12 d'abril de 1910     | 1 de gener de 1912     |                | Solidaritat Badalonina                  |               |
|   |         | Martí Pujol i Planas               | 1 de gener de 1912     | 1 de gener de 1914     |                | Solidaritat Badalonina                  |               |
|   |         | Josep Casas i Costa                | 1 de gener de 1914     | 1 de gener de 1918     |                | Unió Federal Nacionalista Republicana   |               |
|   |         | Jaume Martí i Cabot                | 1 de gener de 1918     | 29 de gener de 1919    |                | Unió Federal Nacionalista Republicana   |               |
|   |         | Joaquim Pujol i Oliveras           | 29 de gener de 1919    | 14 de març de 1923     |                | Lliga Regionalista                      |               |
|   |         | Jaume Martí i Cabot                | 14 de març de 1923     | 1 d'octubre de 1923    |                | Unió Federal Nacionalista Republicana   |               |
|   |         | Josep Fonollà i Sabater            | 1 d'octubre de 1923    | 24 de març de 1924     |                | Dictadura de Primo de Rivera            |               |
|   |         | Pere Sabaté i Curto                | 24 de març de 1924     | 26 de febrer de 1930   |                | Dictadura de Primo de Rivera            |               |
|   |         | Baldomero Sanmartín Arnal          | 26 de febrer de 1930   | 8 de març de 1930      |                | Partit Republicà Radical                |               |
|   |         | Lluís Ysamat i Lazzoli             | 8 de març de 1930      | 14 d'abril de 1931     |                | Lliga Regionalista                      |               |
|   |         | Josep Casas i Costa                | 14 d'abril de 1931     | 1 de febrer de 1934    |                | Unió Federal Nacionalista Republicana   |               |
|   |         | Joan Deulofeu i Arquer             | 1 de febrer de 1934    | 15 d'octubre de 1934   |                | Esquerra Republicana de Catalunya       |               |
|   |         | Pere Borràs i Milà                 | 15 d'octubre de 1934   | 17 de febrer de 1936   |                | Gestor per suspensió del consistori     |               |
|   |         | Joan Deulofeu i Arquer             | 17 de febrer de 1936   | 16 de març de 1936     |                | Esquerra Republicana de Catalunya       |               |
|   |         | Frederic Xifré i Masferrer         | 16 de març de 1936     | 23 de febrer de 1937   |                | Esquerra Republicana de Catalunya       |               |
|   |         | Vicenç Roura i Boix                | 23 de febrer de 1937   | 4 de març de 1937      |                | Acció Catalana Republicana              |               |
|   |         | Josep Martínez i Écija             | 4 de març de 1937      | 19 d'agost de 1937     |                | Confederació Nacional del Treball       |               |
|   |         | Joan Manent i Pesas                | 19 d'agost de 1937     | 28 de febrer de 1938   |                | Confederació Nacional del Treball       |               |
|   |         | Josep Martínez i Écija             | 28 de febrer de 1938   | 12 de maig de 1938     |                | Confederació Nacional del Treball       |               |
|   |         | Pere Cané i Barceló                | 12 de maig de 1938     | 28 de gener de 1939    |                | Confederació Nacional del Treball       |               |
|   |         | Miquel Xicart i Potrony            | 28 de gener de 1939    | 15 de setembre de 1939 |                | Dictadura Franquista                    |               |
|   |         | Miquel Sotero Llull                | 15 de setembre de 1939 | 15 de febrer de 1940   |                | Dictadura Franquista                    |               |
|   |         | Salvador Serentill i Costa         | 15 de febrer de 1940   | 8 d'octubre de 1945    |                | Dictadura Franquista                    |               |
|   |         | Lluís Maristany Palanco            | 8 d'octubre de 1945    | 14 de maig de 1954     |                | Dictadura Franquista                    |               |
|   |         | Santiago March Blanch              | 14 de maig de 1954     | 19 de gener de 1961    |                | Dictadura Franquista                    |               |
|   |         | Miquel Cardelús Carrera            | 19 de gener de 1961    | 6 de març de 1961      |                | Dictadura Franquista                    |               |
|   |         | Josep Torras i Trias               | 6 de març de 1961      | 3 de març de 1964      |                | Dictadura Franquista                    |               |
|   |         | Felipe Antoja Vigo                 | 3 de març de 1964      | 7 de març de 1974      |                | Dictadura Franquista                    |               |
|   |         | Josep Guillén Clapés               | 7 de març de 1974      | 12 de juny de 1974     |                | Dictadura Franquista                    |               |
|   |         | Isidre Caballeria Pla              | 12 de juny de 1974     | 25 d'abril de 1977     |                | Dictadura Franquista                    |               |
|   |         | Alfonso Ramos Cruz                 | 25 d'abril de 1977     | 19 d'abril de 1979     |                | Dictadura Franquista                    |               |
|   |         | Màrius Díaz i Bielsa               | 19 d'abril de 1979     | 7 de maig de 1983      |                | Partit Socialista Unificat de Catalunya |               |
|   |         | Joan Blanch i Rodríguez            | 7 de maig de 1983      | 12 de juny de 1999     |                | Partit dels Socialistes de Catalunya    |               |
|   |         | Maite Arqué i Ferrer               | 3 de juliol de 1999    | 8 d'abril de 2008      |                | Partit dels Socialistes de Catalunya    |               |
|   |         | Jordi Serra i Isern                | 8 d'abril de 2008      | 21 de maig de 2011     |                | Partit dels Socialistes de Catalunya    |               |
|   |         | Xavier García Albiol               | 21 de maig de 2011     | 22 de maig de 2015     |                | Partit Popular Català                   |               |
|   |         | Maria Dolors Sabater i Puig        | 13 de juny de 2015     | 20 de juny de 2018     |                | Guanyem Badalona en Comú                |               |
|   |         | Àlex Pastor López                  | 20 de juny de 2018     | 22 d'abril de 2020     |                | Partit dels Socialistes de Catalunya    |               |
|   |         | Aïda Llauradó Álvarez (interina)   | 22 d'abril de 2020     | 12 de maig de 2020     |                | Badalona en Comú Podem                  |               |
|   |         | Xavier García Albiol               | 12 de maig de 2020     | 8 de novembre de 2021  |                | Partit Popular Català                   |               |
|   |         | Rubén Guijarro Palma               | 8 de novembre de 2021  | 17 de juny de 2023     |                | Partit dels Socialistes de Catalunya    | [ 18 ]        |
|   |         | Xavier García Albiol               | 17 de juny de 2023     | En el càrrec           |                | Partit Popular Català                   |               |